# نستور کیرشنر
نستور کارلوس کیرشنر (به اسپانیایی: Néstor Carlos Kirchner) (زاده ۲۵ فوریه ۱۹۵۰ - درگذشته ۲۷ اکتبر ۲۰۱۰)، رئیس جمهور پیشین آرژانتین که شوهر کریستینا فرناندز رئیس جمهور سابق آرژانتین بود.

## زندگی
کیرشنر بین سال‌های ۲۰۰۳ و ۲۰۰۷ رئیس جمهوری آرژانتین بود و گفته می‌شد که به رغم ناکامی‌های حزبش در رقابت‌های انتخاباتی سال ۲۰۱۱ شرکت خواهد کرد.
نستور کرشنر هم مانند همسرش، کریستینا فرناندز، از اعضای حزب پرونیست آرژانتین بود.
حزب پرونیست اکثریت کرسی‌ها در دو مجلس سفلی و علیای آرژانتین را از دست داده است.
آقای کرشنر در صحنه سیاسی آرژانتین هنوز فعال بود و عضویت در کنگره آرژانتین را حفظ کرده بود.
او همچنین دبیرکل «اوناسور»، اتحادیه کشورهای آمریکایی جنوبی، بود.

## درگذشت

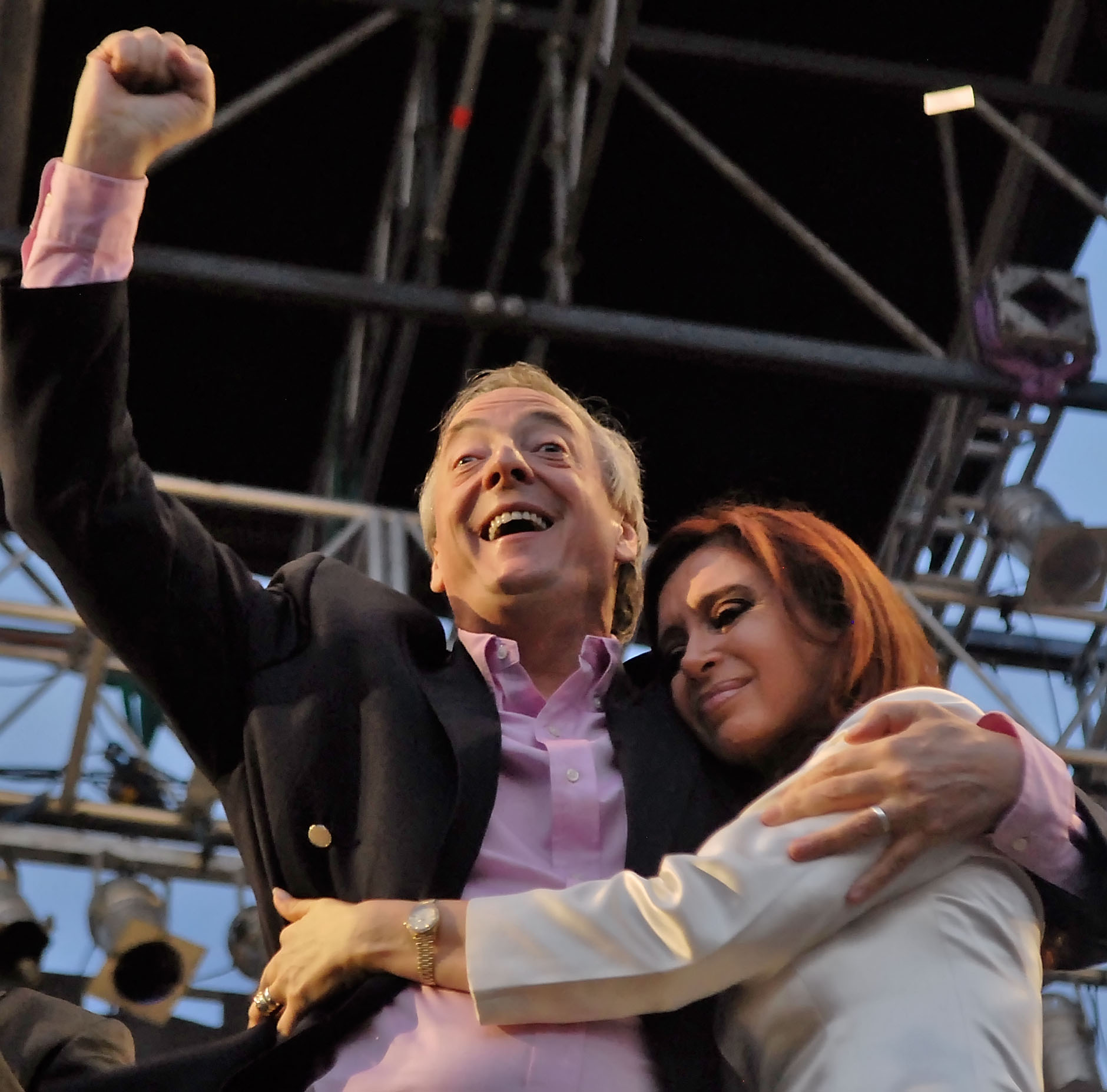
کریستینا فرناندز رئیس جمهور سابق آرژانتین در کنار همسرش پس از پیروزی در انتخابات

زندگی سیاسی آقای کرشنر به دلیل بیماری تا حدی محدود شده و به خاطر عارضه قلبی تنها در سال ۲۰۱۰ دو بار تحت جراحی قرار گرفته بود.
بنا به گزارش‌ها، او در ۲۷ اکتبر ۲۰۱۰ در سن ۶۰ سالگی در بیمارستان شهر «ال کالافاته»، در جنوب آرژانتین در اثر سکته قلبی در گذشت. کریستینا فرناندز هنگام فوت آقای کرشنر در کنارش بود.